# صوم سيزار الأخير (فلم وثائقي)
صوم سيزار الأخير (بالإنجليزية: Cesar's Last Fast) هو فيلم وثائقي أمريكي صدرَ عام 2014 من إخراج وإنتاج ريتشارد راي بيريز ولورينا بارلي. عُرض الفيلم لأول مرة في فئة «المنافسة لبرنامج المسابقة الوثائقية الأمريكي» في مهرجان صندانس السينمائي 2014 في 19 كانون الثاني/يناير 2014.
قبل العرض الأول للفيلم في مهرجان صندانس السينمائي، حصلت كلٌّ من بارتيسيبنت ميديا ويونيفيجن نيوز على الحقوق الخاصة بعرض الفيلم الوثارقي غلى التلفزيوني، حيثُ عُرض في نفس الوقت باللغة الإنجليزية على بيفوت وباللغة الإسبانية على شبكة يونيفجن. 

## القصّة
يروي هذا الفيلم الوثائقي أحداث عام 1988، عندما بدأ سيزار تشافيز تجربتهُ التي عُرفت بعنوان «الصيام من أجل الحياة»، والتي قامَ فيها بإضرابٍ عن الماء لمدة 36 يومًا، للفت الانتباه إلى الآثار المروّعة لاستخدام مبيدات الآفات دون قيود على عمال المزارع وعائلاتهم ومجتمعاتهم.

## الاستقبال
تلقى الفيلم ردود فعل متباينة لكنّها تميّزت بالاإيجابية في الغالب من النقاد. قال دينيس هارفي في مقالته لمجلّة فارايتي إنه «على الرغم من أنه ليس بالضرورة [أن تُقدّم] الرواية السينمائية حياة تشافيز [بالكامل] فإنَّ صوم سيزار الأخير قدَّم تغليفًا متقن الصنع ومثيرًا في بعض الأحيان». وضعَ جاستن لوي من هوليوود ريبورتر تقييمًا إيجابيًا للفيلم وقال إنه «منظور مبجل لمؤسس نقابة أمريكا الشهير وزعيمها». قال كارلوس أغيلار من إندي واير في مراجعته أنَّ «عمل ريتشارد راي بيريز المؤثر، الثاقب، والمتقن للغاية، يُظهر قبل كل شيء إعجابًا برجل لم تكن حياته بالكامل هي حياته بل شعبه».

## روابط خارجية
- الموقع الرسمي
- Cesar's Last Fast  في قاعدة بيانات الأفلام على الإنترنت (بالإنجليزية)
- Cesar's Last Fast في روتن توميتوز.